# Margarita Victoria García
Margarita Victoria (Mavi) García (Marratxí, 2 januari 1984) is een Spaans wielrenster en duathleet. Vanaf 2023 rijdt ze voor de Nederlandse ploeg Liv Racing TeqFind. Tussen 2015 en 2017 reed ze bij de Baskische wielerploeg Bizkaia-Durango, in 2018 en 2019 bij Movistar Team en vanaf 2020 bij Alé BTC Ljubljana dat in 2022 verder ging als UAE Team ADQ.
García won vier keer het Spaans kampioenschap op de weg en vier keer het Spaans kampioenschap tijdrijden. In 2016 won ze het eindklassement van de Ronde van Burgos en in 2019 het bergklassement van de Tour de Yorkshire. In 2021 won ze de Ronde van Emilia en in 2022 de Bretagne Classic.
In juli 2021 nam García namens Spanje deel aan de Olympische Zomerspelen 2020 in Tokio. Ze werd 12e in de wegwedstrijd en 23e in de tijdrit.

## Palmares
2016
 Spaans kampioene op de weg, Elite
Eindklassement en 1e etappe Ronde van Burgos
 Spaans kampioenschap tijdrijden
2017
 Spaans kampioenschap op de weg
 Spaans kampioenschap tijdrijden
2018
 Spaans kampioene tijdrijden, Elite
2019
Bergklassement Tour de Yorkshire
2020
 Spaans kampioene tijdrijden, Elite
 Spaans kampioene op de weg, Elite
1e etappe Tour de l'Ardèche
2021
 Spaans kampioene tijdrijden, Elite
 Spaans kampioene op de weg, Elite
Ronde van Emilia
2022
 Spaans kampioene tijdrijden, Elite
 Spaans kampioene op de weg, Elite
Bergklassement Ruta del Sol
3e etappe Ronde van Burgos
Bretagne Classic
2023
 Spaans kampioene op de weg, Elite
2024
2e etappe Ronde van Andalusie
Eind- en puntenklassement Ronde van Andalusie
2025
2e etappe Ronde van Frankrijk

## Resultaten in voornaamste wedstrijden
| Jaar | Ronde van Italië | Ronde van Frankrijk | Ronde van Spanje |
| ---- | ---------------- | ------------------- | ---------------- |
| 2015 |                  |                     |                  |
| 2016 | 16e              |                     | 23e              |
| 2017 |                  |                     |                  |
| 2018 | 11e              | 13e                 |                  |
| 2019 |                  |                     |                  |
| 2020 | 9e               |                     |                  |
| 2021 | 5e               |                     | 21e              |
| 2022 | ↑                | 10e                 | 13e              |
| 2023 | 7e               | opgave              | 9e               |
| 2024 | 9e               | 23e                 | 20e              |
| 2025 |                  | 27e (1)             | 18e              |

| Jaar | Milaan-San Remo | Amstel Gold Race | Luik-Bast.‑Luik | Waalse Pijl | Strade Bianche | Ronde van Emilia |  | WK op de weg |
| ---- | --------------- | ---------------- | --------------- | ----------- | -------------- | ---------------- |  | ------------ |
| 2015 |                 |                  |                 | 103e        |                |                  |  |              |
| 2016 |                 |                  |                 |             |                |                  |  |              |
| 2017 |                 |                  |                 | 81e         |                |                  |  | 32e          |
| 2018 |                 | 23e              |                 | 10e         |                |                  |  | 19e          |
| 2019 |                 | 22e              | 17e             | 10e         |                | opgave           |  | 25e          |
| 2020 |                 |                  | 23e             | 38e         | ↑              |                  |  | 18e          |
| 2021 |                 | 6e               | 19e             | 5e          | 13e            | ↑                |  | 29e          |
| 2022 |                 | 6e               | 13e             | 5e          | 29e            |                  |  | 25e          |
| 2023 |                 | 16e              | 20e             | 4e          | 11e            |                  |  |              |
| 2024 |                 | 15e              | 24e             | opgave      | 12e            |                  |  | opgave       |
| 2025 | 28e             |                  |                 |             | 5e             |                  |  |              |

## Ploegen
- 2015 -  Bizkaia-Durango
- 2016 -  Bizkaia-Durango
- 2017 -  Bizkaia-Durango
- 2018 -  Movistar Team
- 2019 -  Movistar Team
- 2020 -  Alé BTC Ljubljana
- 2021 -  Alé BTC Ljubljana
- 2022 -  UAE Team ADQ
- 2023 -  Liv Racing TeqFind
- 2024 -  Liv AlUla Jayco
- 2025 -  Liv AlUla Jayco

Biannic · García · González · Jasińska · Llamas · Merino · Neylan · Oyarbide · Rodríguez · Teruel
Biannic · Fournier · García · González · Gutiérrez · Jasińska · Llamas · Merino · Oyarbide · Rodríguez · Teruel
Bastianelli · Boogaard · Bravec · Bujak · Chursina · García · Guderzo · Maneephan · Pintar · Trevisi · Yonamine · Žigart
Bastianelli · Boogaard · Bujak · Chursina · García · Guderzo · Patuelli · Pintar · Reusser · Tomasi · Trevisi · Wright
al Sayegh · Bastianelli · Bertizzolo · Boogaard · Bujak · García · Ivanchenko · Magnaldi · Novolodskaja · Patuelli · Pintar · Tomasi · Trevisi · Wright · Zanetti
Andersson · Barbieri · Buurman · Demey · García · van der Hulst · Jaskulska · de Jong · Korevaar · McGowan · Neumanová · Ragusa · Smulders · Stultiens · Ton
Andersson · Baker · Campbell · García · Gåskjenn · Howe · Korevaar · Manly · Pate · Paternoster · Roseman-Gannon · Smulders · Ton · Trevisi · Wyllie · Žigart
Andersson · Baker · García · van der Hulst · Korevaar · Pate · Paternoster · Roseman-Gannon · Smulders · Talbot · Ton · Trevisi · Trinca Colonel · Wyllie